# Acadêmicos da Orgia
Sociedade Recreativa Cultural Escola de Samba Acadêmicos da Orgia é uma escola de samba do carnaval de Porto Alegre.

## História
A Acadêmicos da Orgia foi fundada em 2 de fevereiro de 1960 como Garotos da Orgia para após alguns anos de existência passar a ser Acadêmicos. As cores atuais são o verde e branco, adotadas em 1972. Sediada no bairro Santana em Porto Alegre, foi sempre uma escola inovadora. Desfilou com duas baterias, além de ter sido a primeira a utilizar uma comissão de frente somente com mulheres.

## Personagens da escola
- Miguel de Oliveira Gonçalves e Carlinda Soares Gonçalves: Patronos e fundadores.
- Delmar Soares Gonçalves (in memoriam), Daniel Soares Gonçalves, Darci Soares Gonçalves e Delma Soares Gonçalves: Patronos da escola.
- Darcy Gonçalves (Mestre Cy): Mestre de Bateria e Presidente da Escola desde 2009.
- Aymoré Silva: Presidente nos campeonatos de 1971 e 1972.
- Waldemar Machado: Patrono (in memoriam).
- Vicente Rao: Ex-patrono e ex-Rei Momo de Porto Alegre.
- Alberto Egger: Desenvolveu enredos para escola.

Entre os compositores dos sambas-enredo de Acadêmicos da Orgia, destacam-se: Jorge Moacir da Silva (Bedeu), Leleco Telles, Alexandre Rodrigues, Lucena nas décadas de 60 e 70 e Alessandro e Leandro Antunes na década de 90.

## Segmentos

### Presidentes
| Nome                 | Mandato         | Ref.        |
| -------------------- | --------------- | ----------- |
| Aimoré Silva         | 1990            | [ 3 ]       |
| Túlia Silva          | 1991            | [ 3 ]       |
| Deoclécio Souza      | 1992            | [ 3 ]       |
| Darci Gonçalves “Cy” | 1993-1998       | [ 3 ]       |
| Abigail Rosa         | 1999-2000       | [ 3 ]       |
| Paulo Silva          | 2007-2008       | [ 8 ]       |
| Darci Gonçalves “Cy” | 2009-2019       | [ 1 ]       |
| Jussara Pinheiro     | 2020-Atualidade | [ 5 ] [ 9 ] |

### Diretores
| Ano       | Diretor de Carnaval             | Ref.   |
| --------- | ------------------------------- | ------ |
| 1993      | Arlindo Ulguin                  | [ 3 ]  |
| 1994      | Delmar Barbosa Pavão            | [ 3 ]  |
| 1995      | Erson Paulo                     | [ 3 ]  |
| 1996-1998 | Alberto Egger                   | [ 3 ]  |
| 1999      | Ricardo Carvalho                | [ 3 ]  |
| 2000      | Célia Nogueira                  | [ 4 ]  |
| 2009      | Alan Silva                      | [ 10 ] |
| 2012      | Émerson Waner                   | [ 11 ] |
| 2022      | Luiz Stamm                      | [ 5 ]  |
| 2023      | Luiz Stamm                      | [ 9 ]  |
| 2023      | Marco Aurélio Souza (Marquinho) | [ 12 ] |

| Ano  | Diretor de harmonia                 | Ref.  |
| ---- | ----------------------------------- | ----- |
| 1993 | Jefferson Borges                    | [ 3 ] |
| 1995 | Gilson Dornelles e Flávio Rodrigues | [ 3 ] |
| 1996 | Paulo Renato e Alexandre            | [ 3 ] |
| 1997 | Roberto Costa                       | [ 3 ] |
| 1998 | João Batista e Alexandre            | [ 3 ] |
| 2000 | Jorge Pitoco                        | [ 4 ] |
| 2022 | Leandrinho LV                       | [ 5 ] |

| Ano       | Mestre de bateria                                | Ref.        |
| --------- | ------------------------------------------------ | ----------- |
| 1981      | Mestre Nilton Deoclides                          |             |
| 1990      | Kleber Dornelles                                 | [ 3 ]       |
| 1991      | Mestre Jorge Tarol                               | [ 3 ]       |
| 1992-1993 | Darci Gonçalves “Cy”                             | [ 3 ]       |
| 1994      | Hilton Gonçalves                                 | [ 3 ]       |
| 1995-1998 | Darci Gonçalves “Cy”                             | [ 3 ]       |
| 1999      | Carlos Antônio Gonçalves                         | [ 3 ]       |
| 2000      | Tim Maia                                         | [ 4 ]       |
| 2008      | Mestre Jorge Tarol                               |             |
| 2009      | Mestre Joubert                                   | [ 10 ]      |
| 2022-2024 | Darcy Junior (Giraia)                            | [ 5 ] [ 9 ] |
| 2025      | Darcy Junior (Giraia) e Igor Silva (Mestre Igor) | [ 12 ]      |

### Casal de Mestre-sala e Porta-bandeira
| Ano        | Nome                                           | Ref.        |
| ---------- | ---------------------------------------------- | ----------- |
| 1990–1991  | Jorge Luiz (Zoca) e Itanajara Nascimento (Ita) | [ 3 ]       |
| 1992       | Nilo Farias e Almerinda Farias                 | [ 3 ]       |
| 1993       | Euclides dos Santos e Carla Varella            | [ 3 ]       |
| 1994       | Betinho e Lucirene                             | [ 3 ]       |
| 1995       | Cristiano Bueno e Solângela Borges             | [ 3 ]       |
| 1998       | Airton Luiz de Oliveira e Nire Lima            | [ 3 ]       |
| 1999-2000  | Airton Luiz de Oliveira e Márcia Helena        | [ 3 ]       |
| 2008       | Cristiano Amor e Kelly Cristiane               |             |
| 2009       | Éverton Luís e Patrícia                        | [ 10 ]      |
| 2012       | Yuri e Talita Freitas                          | [ 1 ]       |
| 2013       | Fábio Nicoleti e Talita Freitas                |             |
| 2014       | Zé e Zanza                                     |             |
| 2022-2024  | Carlinhos Sorriso e Thais                      | [ 5 ] [ 9 ] |
| 2025-Atual | Everton e Brenda                               | [ 12 ]      |

## Carnavais
| Ano                                                       | Colocação   | Grupo           | Enredo | Carnavalesco                  | Intérprete         | Ref.                 |
| --------------------------------------------------------- | ----------- | --------------- | --- | ----------------------------- | ------------------ | -------------------- |
| 1971                                                      | Campeã      | I               | Branca de Neve e os Sete Anões.                                                                            |                               | Antonio Lemos      | [ 7 ] [ 13 ]         |
| 1972                                                      | Campeã      | I               | Lendas brasileiras.                                                                                        |                               | Antonio Lemos      | [ 7 ] [ 13 ]         |
| 1973                                                      |             | I               | Ali Babá e os 40 ladrões.                                                                                  |                               |                    |                      |
| 1974                                                      |             |                 | Machado de Assis sua vida e obra.                                                                          |                               |                    |                      |
| 1975                                                      |             |                 | Os Lusíadas.                                                                                               |                               |                    |                      |
| 1976                                                      |             |                 | Mundo encantado das flores.                                                                                |                               |                    |                      |
| 1977                                                      | *           | I               | As origens do samba.                                                                                       |                               | Carlos Medina      | [ 13 ]               |
| 1978                                                      | Campeã      | I               | Festa no Gantois.                                                                                          |                               | Antonio Lemos      | [ 7 ] [ 14 ] [ 13 ]  |
| 1979                                                      | 3.º lugar   | I               | Canta Brasil                                                                                               |                               |                    |                      |
| 1980                                                      | 4.º lugar   | I               | Mil e uma Noites                                                                                           |                               | Dodô               | [ 15 ] [ 16 ]        |
| 1981                                                      |             |                 | Hoje o astro sou eu.                                                                                       | Adão Assem                    | Carlos Medina      | [ 17 ]               |
| 1982                                                      |             |                 | No mundo mágico das telenovelas.                                                                           |                               | Dodô               | [ 18 ]               |
| 1983                                                      | *           |                 | O mar e as lendas encantadas.                                                                              |                               | Escurinho          | [ 19 ]               |
| 1984                                                      | 6.º lugar   | I               | Sol e Terra, Despertar de Um Grande Amor                                                                   |                               | Dodô               |                      |
| 1985                                                      | 5.º lugar   | I               | O alegre sonho de um garoto que cresceu.                                                                   |                               | Dodô               | [ 20 ]               |
| 1986                                                      | 4.º lugar   | I               | |                               |                    |                      |
| 1987                                                      | 5.º lugar   | 1A              | Sem lei, sem rei.                                                                                          |                               | Dodô e Flavinho    | [ 21 ]               |
| 1988                                                      | 6.º lugar   | 1A              | Luz, samba, ação - Da beleza das artes à dimensão da folia.                                                |                               | Paulo Dias (Jajá)  | [ 22 ]               |
| 1989                                                      | 8.º lugar   | 1A              | Orgia em verde-amarelo deu nisso.                                                                          |                               | Dodô               |                      |
| 1990                                                      | Campeã      | 1B              | Paralelo 30 - Porto da Alegria.                                                                            | Alvino Machado                |                    | [ 3 ]                |
| 1991                                                      | 6.º lugar   | 1A              | S.O.S. justiça - Tem olho grande nesta terra tropical.                                                     | Alvino Machado                | Dodô               | [ 3 ] [ 23 ]         |
| 1992                                                      | 9.º lugar   | 1A              | Acadêmicos na viagem pitoresca de Debret.                                                                  | Alvino Machado                | Dodô               | [ 3 ] [ 24 ]         |
| 1993                                                      | 6.º lugar   | 1B              | O menestrel da cultura popular - Francisco Paulo Sant'Ana.                                                 | Adoniram Ferreira             | Dodô               | [ 3 ]                |
| 1994                                                      | Campeã      | 1B              | O tempo passou mas o sonho não acabou.                                                                     | Edevaldo Souza                |                    | [ 3 ]                |
| 1995                                                      | 9.º lugar   | 1A              | Rio, berço do samba e do carnaval brasileiro.                                                              | Erson Paulo                   |                    | [ 3 ]                |
| 1996                                                      | 5.º lugar   | Intermediário A | Da magia as energias do Sol.                                                                               | Alberto Egger                 |                    | [ 3 ]                |
| 1997                                                      | 7.º lugar   | Intermediário A | Nas asas coloridas da sorte.                                                                               | Alberto Egger                 | Roberto Costa      | [ 3 ]                |
| 1998                                                      | 6.º lugar   | Intermediário A | Criança esperança.                                                                                         | Alberto Egger e Gilson Lucena | Zinho Melodia      | [ 3 ] [ 25 ] [ 26 ]  |
| 1999                                                      | 8.º lugar   | Intermediário A | Os prazeres da vida.                                                                                       | José Marciano                 | Zinho Melodia      | [ 3 ] [ 27 ]         |
| 2000                                                      | 7.º lugar   | Intermediário B | Televisando a Chacrolândia.                                                                                |                               | Dodô               | [ 4 ] [ 28 ] [ 29 ]  |
| 2001                                                      | 4.º lugar   | Acesso          | Os Acadêmicos com muito orgulho contam e cantam nossa história.                                            |                               |                    |                      |
| 2002                                                      | 6.º lugar   | Acesso          | Homenagem ao Mercado Público.                                                                              |                               | Laurinho           | [ 30 ] [ 31 ]        |
| 2003                                                      | 4.º lugar   | Acesso          | Tributo as escolas do grupo especial.                                                                      |                               |                    | [ 32 ] [ 33 ]        |
| 2004                                                      | Campeã      | Acesso          | Acadêmicos canta e encanta com a Pequena Notável, o Mito.                                                  |                               | Vinícius Machado   |                      |
| 2005                                                      | 7.º lugar   | B               | De Volta à Festa do Gantois.                                                                               |                               |                    | [ 34 ]               |
| 2006                                                      | Vice-campeã | Acesso          | O Oriente é vermelho e a verde e branco mostra sua folia num pagode da China.                              |                               |                    | [ 35 ]               |
| 2007                                                      | Campeã      | Acesso          | Viagem às ilusões do homem sonhador.                                                                       |                               | Zinho Melodia      | [ 36 ]               |
| 2008                                                      | 12.º lugar  | Especial        | O fantástico mundo dos sonhos, no fantástico ciclo da vida.                                                |                               | Zinho Melodia      | [ 37 ] [ 38 ]        |
| 2009                                                      | 14.º lugar  | Especial        | Histórica. Fronteiriça. Tem a cidade de lona, tem o brilho do carnaval. Acadêmicos é Uruguaiana na Avenida | Byra Porto Alegre             | Gege Dornelles     | [ 39 ] [ 40 ]        |
| 2010                                                      | 5.º lugar   | A               | Acadêmicos da Orgia, no seu Cinquentenário, a Trajetória de um Lindo Caso de Amor.                         |                               | Gege Dornelles     | [ 7 ] [ 41 ]         |
| 2011                                                      | 6.º lugar   | Acesso          | Acadêmicos Embarca no Túnel do Tempo e Anuncia: Os Anos 80 Voltaram                                        |                               | Leandrinho LV      | [ 42 ]               |
| 2012                                                      | 3.º lugar   | Acesso          | Sem natureza, sem folha, não há Orixá - Edá Kosi éwé,òrisà Kosi.                                           |                               | Leandrinho LV      | [ 1 ]                |
| 2013                                                      | 4.º lugar   | Acesso          | Epaô BaBá, Acadêmicos reverência um homem de Luz de Axé: Salve Pai Cleon de Oxalá.                         |                               | Fladimir Goulart   | [ 43 ] [ 44 ] [ 45 ] |
| 2014                                                      | 4.º lugar   | Acesso          | Alô Harmonia! Carlos Medina: A voz que encantou o universo do samba.                                       | Comissão de Carnaval          | Fladimir Goulart   | [ 46 ] [ 47 ]        |
| 2015                                                      | 3.º lugar   | Acesso          | No Lado Esquerdo do Peito, Bate Um Amor Verde e Branco, Sou Gaúcho com Orgulho, e Acadêmicos de Coração    |                               | Roberto Costa      | [ 48 ] [ 49 ]        |
| 2016                                                      | 11.º lugar  | Grupão          | Na Acadêmicos da Orgia, Sambar e Cantar para Extravasar. Na vida Ler e Escrever para Transformar           |                               | Vander Salles      | [ 50 ] [ 51 ]        |
| As escolas da Série Bronze não desfilaram de 2017 à 2019. |             |                 | |                               |                    |                      |
| 2020                                                      | 4.º lugar   | Série Bronze    | O Samba Que Embalou o Enredo da Minha Maior Paixão!                                                        |                               | Robinho Sorriso    | [ 56 ] [ 57 ]        |
| Desfile cancelado em 2021.                                |             |                 | |                               |                    |                      |
| 2022                                                      | 4.º lugar   | Série Bronze    | Em Verde e Branco, Acadêmicos da Orgia Declama Sua Paixão Pelo Bairro Santana                              | Mamau de Castro               | Leandrinho LV      | [ 5 ] [ 59 ]         |
| 2023                                                      | 9.º lugar   | Série Prata     | Oliveira Silveira, o Poeta da Consciência Negra                                                            | Stefano Leandro               | Robinho Sorriso    | [ 9 ] [ 60 ]         |
| 2024                                                      | Vice-campeã | Descentralizado | Acadêmicos em Procissão Faz do Samba Oração                                                                | Salles Marchi                 | Lu Ferreira        | [ 61 ] [ 62 ]        |
| 2025                                                      | 6.º lugar   | Série Bronze    | Acadêmicos da Orgia desponta num lindo e sábio voo sankofa                                                 | Júlio Almeida                 | Lu Ferreira e Tity | [ 12 ] [ 63 ]        |

## Títulos
| Títulos do Acadêmicos da Orgia | Títulos do Acadêmicos da Orgia       | Títulos do Acadêmicos da Orgia | Títulos do Acadêmicos da Orgia |
| ------------------------------ | ------------------------------------ | ------------------------------ | ------------------------------ |
| Grupo                          | Grupo                                | Títulos                        | Anos                           |
|                                | Especial (Atual Série Ouro)          | 3                              | 1971, 1972, 1978               |
|                                | 1B / Acesso (Atual Série Prata)      | 3                              | 1990, 1994, 2007               |
|                                | Acesso (Grupo Extinto - 4ª divisão ) | 1                              | 2004                           |

## Prêmios
Estandarte de Ouro
Grupo A
- 2010: Ala de passo marcado.[64]

Grupo de Acesso
- 2012: Alegorias, enredo, samba enredo, harmonia, ala de passo marcado, ala de baianas, interprete, comissão de frente e diretor de carnaval.[11]